# Goran Sosić
Goran Sosić, slovenski jadralec, * 9. december 1962, Koper.
Sosić je za Slovenijo nastopil na Poletnih olimpijskih igrah 1992 v Barceloni.
Na igrah je jadral z Mitjem Kosmino, s katerim sta zasedla 12. mesto. 